# 3 вересня
3 вересня — 246-й день року (247-й у високосні роки) в григоріанському календарі. До кінця року залишається 119 днів.

## Свята і пам'ятні дні

### Міжнародні
- День хмарочоса.

### Національні
- Австралія: День прапора.
- Велика Британія: День торгового флоту.
- Сан-Марино: День Республіки.
- Молдова: День Національної армії.
- Канада: День пам'яті ветеранів торгового флоту.
- Катар — День проголошення Незалежності від Великої Британії (1971).
- Китайська Народна Республіка — День Перемоги в китайській народній війні опору японським загарбникам і Перемоги у Другій світовій війні (Капітуляція Японії перед США за день до цього, 2 вересня 1945).
- Тайвань: День збройних сил.
- Туніс: День пам'яті.

### Релігійні

#### Західне християнство
- Пам'ять папи Григорія I;
- Пам'ять святих Марина, Мансуета[en], Ремакла[en] та Фіби;
- Пам'ять Пруденси Крендалл[en] (Єпископальна церква).

#### Східне християнство[1]
- Пам'ять священномучеників Антима Нікомидійського, і з ним мучеників Теофіла, диякона, Доротея, Мардонія, Мигдонія, Петра, Індиса, Горгонія, Зинона, Домни, діви, і Євфимія;
- Пам'ять преподобного Теоктиста, співпосника Єфимія Великого;
- Пам'ять святої дияконеси Фіви Кенхрейської;
- Пам'ять священомучениці Василіси Нікомидійської[en];
- Пам'ять священомученика Аристіона, єпископа Олександрійського.
- Пам'ять святителя Йоаникія[en], патріарха Сербського;
- Пісидійської ікони Божої Матері.

## Іменини
✝  Католицькі: Григорій, Марин, Мансует, Ремакл, Фіба.
✙ Православні: Антим, Аристіон, Василіса, Горгоній, Домна, Доротей, Євфимій, Зинон, Індис, Йоаникій, Мигдоній, Мардоній, Петро, Теоктист, Теофіл, Фіва.

## Події
- 1189 — Річард Левове Серце коронувався на англійський престол як Річард I.
- 1384 — кастильський король Хуан І зняв облогу з Лісабона через епідемію чуми.
- 1609 — англійський мореплавець Генрі Гудзон відкрив гавань, навколо якої згодом виник Нью-Йорк.
- 1783 — завершення американської війни за незалежність, яка тривала з 1775 року (цього дня в Парижі було підписано договір між Королівством Великої Британії, її 13 колишніми колоніями, Іспанською імперією та Королівством Франція — Велика Британія визнала незалежність США).
- 1791 — утвердження першої Конституції у Королівстві Франція.
- 1838 — в Києві відкрили Інститут шляхетних дівчат.
- 1864 — в Стокгольмі потужний вибух знищив лабораторію Альфреда Нобеля. При цьому загинув його молодший брат Еміль. Через три роки Альфред Нобель отримав патент на відкриття динаміту.
- 1912 — у Великій Британії почав роботу перший у світі консервний завод.
- 1914 — добровольчий легіон Українських Січових Стрільців (УСС), створений у Львові в серпні, склав присягу на вірність Австро-Угорській імперії.
- 1914 — американка Мері Фелпс Джекобс винайшла бюстгальтер.
- 1939 — об 11.15, через 15 хвилин після закінчення терміну британського ультиматуму щодо виводу німецьких військ з Польської республіки, прем'єр-міністр Невілл Чемберлен оголосив, що Велика Британія вступає у війну з Третім Рейхом. Її підтримали Австралія, Нова Зеландія та Британська Індія. О 15:00 війну Третьому Рейху оголосила й Французька республіка.
- 1941 — у Дніпрі розпочав роботу Південний крайовий провід ОУН під керівництвом Святослава Вовка.
- 1943 — британські війська під проводом маршала Монтґомері висадились на півдні Королівства Італія. Цього ж дня італійський уряд на таємних переговорах погодився на капітуляцію.
- 1950 — перегонами на трасі в Монці (Італія) завершився перший чемпіонат світу «Формула-1».
- 1953 — набула чинності Європейська Конвенція про захист прав людини і основоположних свобод.
- 1959 — японська корпорація «Соні» почала випуск транзисторних радіоприймачів.
- 1971 — СРСР, Велика Британія, США і Франція підписали чотиристоронню угоду про статус Західного Берліна: три західні держави зберігали в ньому свої війська, було наголошено, що Західний Берлін не є частиною ФРН, а Радянський Союз зобов'язувався полегшити переміщення вантажів і людей між ФРН і Західним Берліном.
- 1971 — проголошено незалежність Катару.
- 1973 — у Києві відкрито пам'ятник Лесі Українці.
- 1993 — у Масандрі (Республіка Крим) президенти Росії та України Борис Єльцин і Леонід Кравчук підписали протокол про врегулювання конфлікту навколо Чорноморського флоту (Масандрівські угоди).
- 1999 — у Франції суддя припинив справу проти 9 папараці, які переслідували машину з британською принцесою Діаною у ніч її загибелі (31 серпня 1997 року). Винним в інциденті визнали водія авто, який був на підпитку, їхав з перевищенням швидкості і не впорався з керуванням.
- 2004 — внаслідок стрілянини (штурму) школи № 1 в Беслані (РФ) загинуло приблизно 350 заручників, мирних жителів та правоохоронців. Було вбито 31 терориста, один, Нурпаша Кулаєв, залишився в живих.
- 2005 — Збірна України з футболу вперше в своїй історії здобула право виступити на Кубку Світу.
- 2014 — в селі Побєда на Луганщині російські бойовики здійснили обстріл з реактивних установок «Смерч» та фактично зруйнували селище. В результаті бомбардувань була теж знищена військова база 3-го батальйону територіальної оборони Львівщини «Воля», що розміщувалась поблизу села.[2]

## Народились
Див. також Категорія:Народились 3 вересня
- 1856 — Луїс Салліван, архітектор, творець перших хмарочосів.
- 1862 — Олександр Тарковський, український поет, письменник, журналіст, громадський діяч. Батько Арсенія Тарковського, дід Андрія Тарковського, брат Надії Тарковської, свояк і вихованець Івана Тобілевича (Карпенка-Карого).
- 1869 — Фріц Прегль, австрійський хімік, Нобелівський лауреат 1923 року «за винахід методу мікроаналізу органічних речовин» (пом. 1930).
- 1875 — Фердинанд Порше, австрійський автоконструктор, творець Volkswagen Beetle, німецького танку «Тигр», серії спортивних авто Porsche (пом. 1951).
- 1879 — Олександр Астряб, математик-методист, професор, заслужений діяч науки України з 1944. Автор праць з методики викладання математики в середній школі (пом. 1962).
- 1892 — Микола Ковалевський, український політичний та державний діяч, публіцист, міністр земельних справ УНР (пом. 1957).
- 1899 — Френк Макфарлейн Бернет, австралійський імунолог, лауреат Нобелівської премії з фізіології та медицини 1960 року «за відкриття штучної імунної толерантності» (спільно з Пітером Медаваром) (пом. 1985).
- 1905 — Карл Девід Андерсон, американський фізик, першовідкривач позитрону (1932), Нобелівський лауреат 1936 року (пом. 1991).
- 1915 — Мемфіс Слім (справжнє ім'я Джон Лен Четмен), американський блюзовий піаніст, співак і композитор (пом. 1988).
- 1920 — Марґеріт Гіґґінс, американська новинарка й військова кореспондентка.
- 1927 — Олесь Адамович, білоруський письменник.
- 1928 — Дональд Фішер, американський підприємець і філантроп, засновник світової мережі магазинів одягу Gap.
- 1953 — Жан-П'єр Жене, французький кінорежисер («Амелі», «Тривалі заручини»).
- 1965 — Чарлі Шин (Карлос Естевес), американський кіноактор.
- 1991 — Олена Герасим'юк, українська поетеса, громадська діячка, ветеранка.
- 2003 — Джек Ділан Грейзер, американський актор.

## Померли
Див. також Категорія:Померли 3 вересня
- 1658 — Олівер Кромвель, керівник громадянської війни в Англії (нар. 1599)
- 1963 — Лев Долинський, український мистецтвознавець (нар. 1906)
- 1987 — (в еміграції) київський письменник Віктор Некрасов (нар. 1911).
- 1988 — Арон Утевський, український біохімік, член-кореспондент АН УРСР. Автор філософських і літературних творів.
- 1991 — Френк Капра, американський кінорежисер і продюсер італійського походження, лауреат премії «Оскар».
- 2012 — Майкл Кларк Дункан, американський актор.